# Patrick Pearse
Padraig Henry Pearse (conegut també com a Pádraig Pearse; irlandès: Pádraig Anraí Mac Piarais; 10 de novembre de 1879 – 3 de maig de 1916) fou mestre, poeta en gaèlic irlandès, escriptor, republicà i activista polític, un dels caps de l'Aixecament de Pasqua de 1916. Fou proclamat "President del Govern Provisional" de la República d'Irlanda en la proclama dels revoltats, un estatus que no fou acceptat per altres dels revoltats. Després del fracàs de la revolta I de l'execució de Pearse, amb el seu germà I 14 líders més, Pearse fou considerat per molts com l'ànima de la rebel·lió. Bertie Ahern, Taoiseach entre 1997 i 2008, descrigué Pearse com un dels seus herois i tenia un retrat seu a l'escriptori del seu despatx.

## Joventut i primeres influències
Padraig Henry Pearse nasqué a Dublín. El seu pare, James Pearse, fou un picapedrer originari de Birmingham que treballà en la construcció de la catedral, que es convertí al catolicisme el 1870, potser per motius laborals, i adoptà un punt de vista polític moderadament autonomista El 1877 es casà per segon cop amb Margaret Brady. Tenia dos fills del seu anterior matrimoni, Emily i James. Maragaret era originària de Dublin, però la seva família era originària del Comtat de Meath i parlaven gaèlic irlandès. L'amor pel gaèlic li va venir al jove Patrick de la influència de la seva bestia Margaret, i la seva escolarització a Westland Row.
El 1896, amb només 16 anys, es va unir a la Lliga Gaèlica (Conradh na Gaeilge), i el 1903 amb 23, esdevingué editor del seu diari An Claidheamh Soluis ("L'Espasa de Llum").
D'antuvi el seu principal heroi era el personatge folklòric Cúchulainn, encara que des d'aleshores es va interessar pels líders dels passats moviment republicanisme, com Theobald Wolfe Tone i Robert Emmet, ambdós, irònicament, protestants escèptics; fou el seu exemple el que li inspirà la revolta de 1916. Com va escriure Conor Cruise O'Brien, veia l'alçament com a "una Passió amb sang real."

## St Enda's
Com el seu germà Willie, Pearse creia que la llengua era el que identificava intrínsecament una nació. Creia que el sistema escolar irlandès era pensat per a convertir el jovent irlandès en bons anglesos o irlandesos obedients, raó per la qual calia una alternativa. Se li uniren alguns revivalistes cèltics que intentaven salvar el gaèlic irlandès de l'extinció. Pensava que la clau per salvar la llengua era un sistema educatiu apropiat. Per a dur-ho a la pràctica, va crear la seva pròpia escola bilingüe, l'Escola St. Enda (Scoil Éanna) a Ranelagh, al Comtat de Dublín, el 1908, on els nens aprenien els dos idiomes.
Amb l'ajuda de Thomas Mac Donagh, el seu germà petit Willie Pearse i altres acadèmics, l'experiment fou un èxit. Tot anà com havia planejat i, fins i tot envià alumnes a estudiar a la Gaeltacht de l'oest d'Irlanda. El seu idealisme el va dur a cercar un lloc encara més idíl·lic per a l'escola, raó per la qual la va traslladar a Rathfarnham, el 1910. Això, però, va provocar dificultats econòmiques i l'abocaren a la ruïna mentre feia el possible per a mantenir l'escola

## Els Voluntaris, la IRB I l'Aixecament de Pasqua
El novembre de 1913 Pearse fou convidat al discurs inaugural dels Voluntaris Irlandesos, creats per a reforçar la Llei d'Autonomia i en oposició a la protestant Ulster Volunteer Force. La proposta havia fallat en passar a la Cambra dels Lords en un tercer esforç, però els poders disminuïts dels Lords sota la Parliament Act volia dir que la llei només podia ser anul·lada.
A començament de 1914, Pearse esdevé membre de la Germandat Republicana Irlandesa (IRB), una organització dedicada a expulsar els britànics d'Irlanda i establir-hi una República; alhora era membre dels Voluntaris, dels quals en fou Director d'Organització Militar, el membre de més alt rang dins la IRB, cosa que esdevingué fonamental per a comandar la futura rebel·lió. Cap al 1915 esdevingué membre del Consell Suprem de l'IRB i del seu Consell Militar secret, nucli que organitzaria la rebel·lió irlandesa mentre les tropes britàniques lluitaven en la Primera Guerra Mundial.
L'1 d'agost de 1915, Pearse va fer una oració funerària al funeral del fenià Jeremiah O'Donovan Rossa. On fa una lloa als revoltats de l'Aixecament fenià de 1867 com a exemple a seguir per les noves generacions.

## Fou Pearse "President de la República Irlandesa"?
Pearse, a causa de la seva habilitat oratòria, fou escollit pel destacat dirigent de l'IRB Thomas Clarke per a ser portaveu de l'alçament. Fou Pearse qui, a poc de l'alçament de 1916, donà ordres a totes les unitats de Voluntaris en les maniobres de tres dies prèvies a la revolta, que era el senyal d'alçament general. Quan Eoin MacNeill, cap d'estat major dels Voluntaris, descobrí que havia estat planejat sense les armes promeses per Alemanya, envià contraordres per escrit, provocant que Pearse ajornés l'aixecament un dia, I amb menors efectius dels previstos. Sense MacNeill com a cap, el Consell Militar necessitava algú que prengués el títol de President de la República d'Irlanda i Comandant en Cap. Pearse en fou escollit sobre Clarke, ja que Clarke era un convicte pels britànics i no podia jugar cap paper directament, alhora que Pearse era respectat com a líder natural arreu del país.
Tanmateix, la proclama on Pearse fou designat President de la República no era acceptat per tothom. El govern es definia com a 'provisional'. L'esposa de Clarke afirmà a la seva autobiografia que els revoltats pensaven que Clarke era el president president, atès que la seva signatura era la primera de la llista en la proclama. Emmet Clarke, fill de Tom Clarke, aleshores un nen, era present quan alliberaren la seva mare, afirmà que un dels dirigents li va preguntar "Qui dimonis ha fet Pearse president?" Oponents de Pearse l'acusaren d'usar el seu rol com a cap propagandístic de la revolta per a erigir-se en president. El càrrec que Pearse tenia com a rol només figurava en un document secundari, un redactat pel mateix Pearse, no l'actual Proclamació. Endemés, el document es referia a ell com a "President del Govern Provisional", no pas "President de la República". Un "President de govern" equival a primer ministre, no a president d'estat. Pearse i els seus col·legues també pensaren el proclamar al príncep Joaquim (fill petit del Kaiser) com a rei constitucional irlandès si les Potències Centrals guanyaven la Primera Guerra Mundial.
Quan el poble irlandès va votar majoritàriament a les eleccions generals del 1918 pel Sinn Féin la formació d'un parlament irlandès independent, el Dáil Éireann, el primer paràgraf del Programa Democràtic, llegit en la primera reunió del Primer Dáil, esmenà "ár gceud Uachtarán Pádraig Mac Phiarais" ["el nostre primer President, Pádraig Mac Phiarais"] tot reconeixent-lo com a President.)

## L'aixecament de Pasqua i la seva execució
Quan es produí l'Aixecament de Pasqua el dilluns 24 d'abril de 1916, ajornada un dia per haver interceptat la marina britànica les armes enviades per Alemanya en el vaixell Aud i la contraordre de MacNeill, fou Pearse qui proclamà la República als esglaons del General Post Office, quarter general dels insurgents. Quan, després d'alguns dies de combat, va veure que la victòria era impossible, es va render, amb la majoria dels altres líders. Pearse i catorze més, inclòs el seu germà Willie, foren jutjats per un tribunal militar i afusellats. Sir Roger Casement, líder de l'IRB que havia intentat infructuosament reclutar una força insurgent entre presoners de guerra irlandesos a Alemanya, fou penjat de la forca a Londres l'agost següent. Thomas Clarke, Thomas MacDonagh i el mateix Pearse foren els primers rebels executats, el matí del 3 de maig de 1916. Pearse tenia 36 anys aleshores.

## Escrits de Pearse

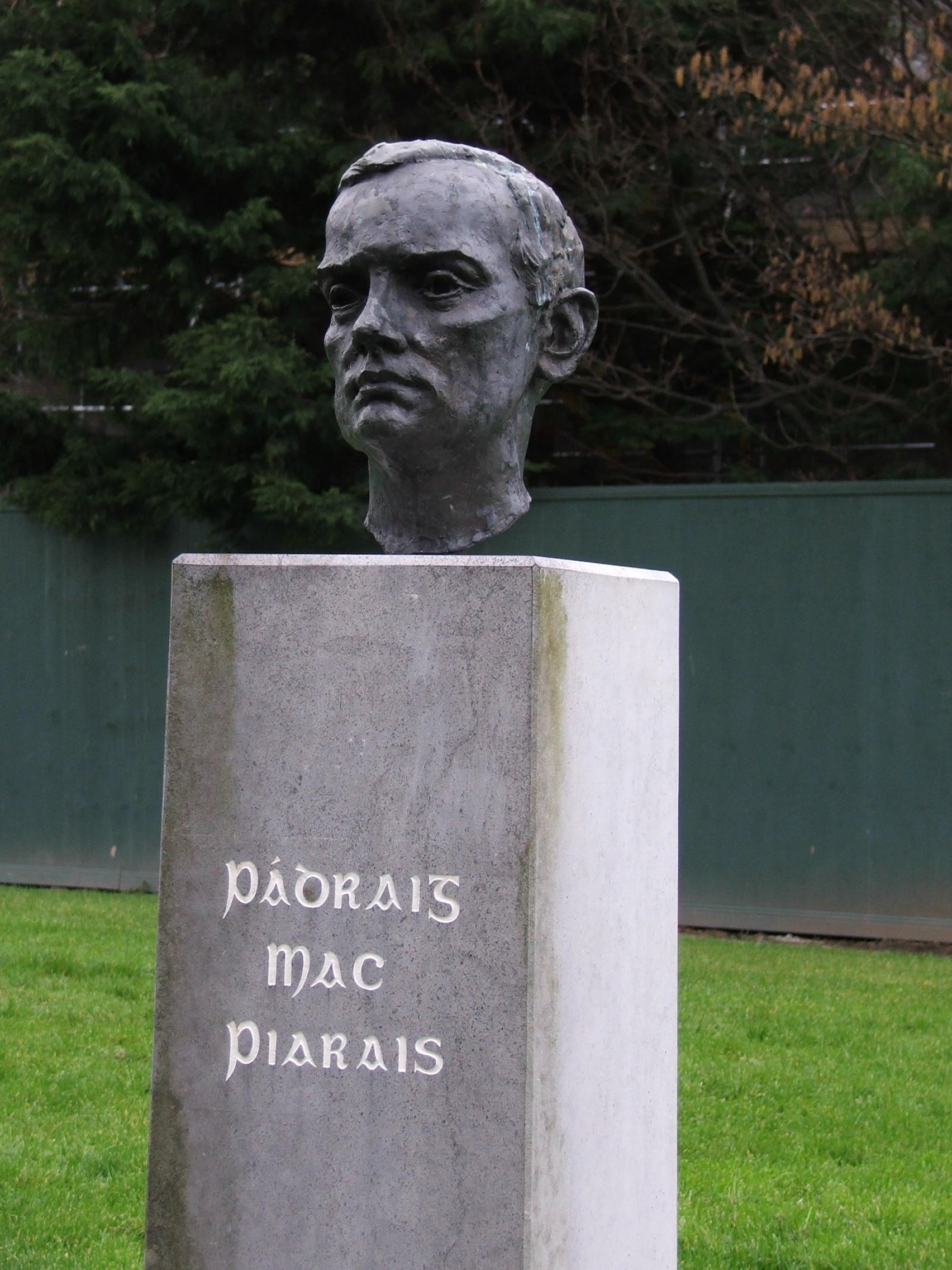
Padraig Pearse

Pearse escriví històries i poemes en irlandès i anglès, el més conegut "The Wayfarer". Les històries curtes en irlandès són Eoghainín na nÉan ("Eoineen dels ocells"), Íosagán, Na Bóithre ("Els camins"), i An Bhean Chaointe ("La Dona Plorant"), però la peça més coneguda i significativa fou el poema Mise Éire (Sóc Irlanda). Les seves idees educatives foren recollides en l'assaig "The Murder Machine". Va escriure alguns assaigs de política i llengua com "The Coming Revolution" i "Ghosts".
A causa dels seus pamflets polítics escrits durant l'Alçament, Pearse fou reconegut com la veu del 1916. En les dècades següents, Pearse fou idolatrat pel nacionalisme irlandès com a exemple a seguir.
Tanmateix, quan esclatà el conflicte a Irlanda del Nord el 1969, el llegat de Pearse aviat fou associat a l'IRA Provisional. La reputació i els escrits de Pearse foren sotmesos a crítica per alguns historiadors que el definien com a perillós, fanàtic, psicològicament inestable (com Conor Cruise O'Brien) sota influències ultra-religioses. Altres el defensaren, suggerint que acusar-lo de tot això era una distorsió històrica dels seus escrits.
L'escola de St. Enda's, Rathfarnham, al sud de Dublín, ara és el Museu Pearse dedicat a la seva memòria.

## Vida personal
Pearse mai va escriure el sou nom com a 'Padraig', usava 'Patrick' o P.H.'. Després de la seva mort li fou adoptat 'Padraig' pel seu amor al gaèlic irlandès.
Se sap poc de la seva vida privada, però hi ha molta especulació. Alguns dels poemes que va escriure, i la manca d'embolics romàntics amb cap dona durant la seva vida, han fet suposar que potser era homosexual, un rumor que ja corria quan encara era viu, quan era notòria la seva solteria i la manca de relació amb dones.
La qüestió de si Pearse era homosexual o no genera controvèrsia, ja que tampoc hi ha indicis que mantingués cap relació homosexual. Últimament ha circulat la història que afirma que Pearse va tenir un afer amorós amb Eileen Nicholls (Eibhlin Nic Niocaill), que li va trencar el cor i ja no se'n va refer. Tot i així, no hi ha proves que entre ells dos hi hagués altra cosa que amistat, cosa que ha dut a afirmar a la historiadora irlandesa i assessora del Partit Unionista de l'Ulster Ruth Dudley Edwards, que "gairebé segur era un homosexual latent".